# Thuốc chống loạn thần
Thuốc chống loạn thần, còn được gọi là thuốc an thần kinh hoặc thuốc an thần lớn, là một loại thuốc chủ yếu được sử dụng để quản lý rối loạn tâm thần (bao gồm ảo tưởng, ảo giác, hoang tưởng hoặc suy nghĩ rối loạn), chủ yếu trong tâm thần phân liệt và rối loạn lưỡng cực. Chúng ngày càng được sử dụng trong việc quản lý các rối loạn không thuộc tâm thần. Thuốc chống loạn thần thường có hiệu quả trong việc làm giảm các triệu chứng của rối loạn tâm thần trong ngắn hạn.
Việc sử dụng lâu dài thuốc chống loạn thần có liên quan đến các tác dụng phụ như rối loạn vận động không tự nguyện, gynecomastia và hội chứng chuyển hóa. Chúng cũng liên quan đến tỷ lệ tử vong gia tăng ở những người cao tuổi bị mất trí nhớ.
Thuốc chống loạn thần thế hệ đầu tiên, được gọi là thuốc chống loạn thần điển hình, được phát hiện vào những năm 1950. Hầu hết các loại thuốc thế hệ thứ hai, được gọi là thuốc chống loạn thần không điển hình, đã được phát triển gần đây, mặc dù thuốc chống loạn thần không điển hình đầu tiên, clozapine, được phát hiện vào những năm 1960 và được giới thiệu lâm sàng vào những năm 1970.  Cả hai thế hệ thuốc có xu hướng ngăn chặn các thụ thể trong đường dopamine của não, nhưng không điển hình có xu hướng hoạt động trên thụ thể serotonin nữa. Neuroleptic, có nguồn gốc từ tiếng Hy Lạp: νεῦρον (nẻuon) và λαμβάνω (giữ lại) - do đó có nghĩa là "bị thần kinh" - đề cập đến cả hai tác dụng thần kinh phổ biến và tác dụng phụ. 